# Хоцьківська волость
Хоцьківська волость — адміністративно-територіальна одиниця Переяславського повіту Полтавської губернії з центром у селі Хоцьки.
Станом на 1885 рік складалася з 10 поселень, 22 сільських громад. Населення — 9851 особа (4754 чоловічої статі та 5097 — жіночої), 1781 дворових господарств.
|                     | Площа, десятин | У тому числі орної, дес. |
| ------------------- | -------------- | ------------------------ |
| Сільських громад    | 10414          | 7583                     |
| Приватної власності | 15444          | 4965                     |
| Казенної власності  | 555            | —                        |
| Іншої власності     | 317            | 166                      |
| Загалом             | 24640          | 12714                    |

Найбільші поселення волості:
- Хоцьки — колишнє державне та власницьке село при ставкові Сенищ за 22 верст від повітового міста, 1930 осіб, 391 двір, православна церква, єврейський молитовний будинок, школа, поштова станція, постоялий двір, 8 постоялих будинки, 6 лавок, 32 вітряних млини, 4 ярмарки на рік. За 3 версти — винокурний завод. За 6 верст — лісова пристань.
- Войниці — колишнє державне та власницьке село Лукашівка, 1418 осіб, 261 двори, православна церква, постоялий будинок, 39 вітряних млинів.
- Комарівка — колишнє державне село при затоці Дніпро Великий Уступ, 366 осіб, 243 двори, православна церква, 2 постоялих будинки, 2 вітряних млини.
- Лецьки — колишнє державне та власницьке село при річці Лукашівка, 1180 осіб, 234 двори, православна церква, 37 вітряних млинів.
- Пологи-Яненки — колишнє власницьке село при річці Чирка, 2570 осіб, 487 дворів, православна церква, школа, 3 постоялих будинки, 2 лавки та 37 вітряних млинів.
- Циблі — колишнє державне та власницьке село при річці Циблі, 1520 осіб, 310 дворів, православна церква, постоялий будинок та 25 вітряних млинів.

Старшинами волості були:
- 1900 року — унтер-офіцер Трохим Васильович Тимченко[2];
- 1903 року — козак Григорій Тихонович Карнаух[3];
- 1904 року — козак Михайло Андрійович Баран[4];
- 1906—1907 роках — селянин Семен Романович Клименко[5],[6];
- 1913—1916 роках — Йосип Іванович Бузницький[7],[8],[9].